# Giv'ot Cafra
Giv'ot Cafra (hebrejsky: גבעות צפרה) je vrch o nadmořské výšce 158 metrů v jižním Izraeli, na okraji pohoří Harej Ejlat.
Nachází se cca 12 kilometrů severně od města Ejlat, cca 5 kilometrů jižně od vesnice Be'er Ora a cca 4 kilometry západně od mezistátní hranice mezi Izraelem a Jordánskem. Má podobu nevýrazné soustavy pahorků vystupujících na okraji pohoří Harej Ejlat do příkopové propadliny vádí al-Araba. Z pohoří Harej Ejlat sem stékají četná vádí. Severně od Giv'ot Cafra je to vádí Nachal Avrona a Nachal Nicoc, na jižní straně Nachal Cfunot. Krajina západně od pahorků v okolí hory je členěna vlastním horským pásem Harej Ejlat se skalnatými vrchy jako Giv'at Amram.